# Рачунарски вирус
Вирус је програм или код који се сам репликује у другим датотекама с којима долази у контакт.
Може се налазити и заразити било који програм, сектор за подизање рачунара, документ који подржава макронаредбе, тако да промени садржај те датотеке и у њу копира свој код.
Рачунарски вирус се обично састоји од два дела.
- Први део је самокопирајући код који омогућава размножавање вируса.
- Други део је корисна информација која може бити безопасна или опасна.

Неки се састоје само од самокопирајућег кода.
Понекад вирус захтева интеракцију човека да би се размножавао попут покретања програма који садржи вирус или отварања неке заражене датотеке.
Први прави предак данашњих вируса био је Превадинг анимал који је био способан да се надодаје на друге програме на UNIVAC 1108 рачунарском систему. Први потврђен налаз рачуналног вируса је био 1981. и звао сеElk Cloner. Тај вирус је инфицирао BOOT сектор дискета за Apple II рачунаре. 1988. је био вирус Јерусалим који је брисао све покренуте програме, а 1989. Datacrime који је био способан извршити low-lewel формат нулте стазе на диску. Исте године у Бугарској је активирана права фирма вируса. Написао је неко (или више њих) до данас бар 50-ак вируса укључујући Нови Зеланд и Микеланђело.

## Врсте рачунарских вируса
- boot сектор вируси — нападају Master Boot сектор
- паразитски — заразе извршне датотеке додавањем свог садржаја у структуру програма
- свестрани вируси — нападају boot секторе и извршне програме
- вируси пратиоци — створи .com датотеку користећи име већ постојећег .exe програма и угради у њу свој код
- линк вируси — у трену инфицирају нападнути рачунарски систем, може изазвати велику штету на диску
- макро вируси — имају могућност да сами себе копирају, бришу и мењају документе

### Подела према месту у меморији
- вируси који су у притајној меморији — остају у меморији рачунара након активирања кода вируса
- вируси који нису у притајној меморији

## Пренос
Вируси се могу преносити на пуно начина, а у данашње време се скоро сви вируси преносе преко интернета, а могу се преносити и дискетама, измењивим тврдим дисковима, компакт-дисковима и другим преносивим медијумима.